# Franciszka Ramotowska
Franciszka Ramotowska (ur. 26 lutego 1922 w Wagach-Gnatach, zm. 25 października 2003 w Białymstoku) – żołnierz AK, łączniczka Komendy Inspektoratu III Łomżyńskiego, archiwistka, profesor nauk humanistycznych. Pracownik naukowy Archiwum Głównego Akt Dawnych w Warszawie.

## Życiorys
Była córką Jana Ramotowskiego i Anny z domu Chrostowskiej. Ukończyła szkołę powszechną w Jedwabnem, a w Łomży gimnazjum.

### Działalność konspiracyjna
Franciszka Ramotowska działała w podziemiu od roku 1940, początkowo pod dowództwem Marii Turlińskiej – nauczycielki z Przytuł. W marcu 1944 kapitan „Bruzda” organizując Komendę Inspektoratu powierzył „Iskrze” funkcję łączniczki przy Komendzie Inspektoratu III Łomżyńskiego. W ramach przygotowań do akcji „Burza”, latem 1944 „Iskra” znalazła się w bazie Kobielne na bagnach biebrzańskich.
2 lipca 1944 Jan Tabortowski „Bruzda” wracał z odprawy komendy Obwodu Łomża, która odbyła się w Olszynie Pniewskiej. Towarzyszyli mu: „Huzar”, „Kmicic”, „Szczedroń”, „Wicher”, „Zawiał” i „Znicz”. Pod wsią Boguszki doszło do walki z żandarmerią niemiecką i własowcami. „Bruzda” próbował odbić aresztowanego przez Niemców ppor. Józefa Ramotowskiego „Rawicza”. Grupa poniosła klęskę. Zginął „Znicz”, ranni zostali „Kmicic” – postrzał w szczękę, „Huzar” – rana ręki od nadgarstka po łokieć i „Bruzda” – lekka rana piersi. Rannych dostarczono na Kobielne i tam zajęła się nimi grupa sanitarna kierowana przez Marię Turlińską. Jedną z sanitariuszek była „Iskra”, zajmowała się rannym „Huzarem”.
Oddział „Bruzdy” został rozbrojony przez Sowietów w połowie sierpnia 1944 roku i internowany w Zastoczu koło Knyszyna. „Iskra” uciekła z Zastocza i ukrywała się w Zawadach. Tam też odnalazł ją „Bruzda” po wyrwaniu się z rąk Smierszu.

### Aresztowanie
W drugiej połowie 1944 Franciszka znalazła się w Białymstoku i tam kontynuowała naukę. Tam też została zauważona przez współpracującego teraz z NKWD „Huzara”, tego samego, którego opatrywała na Kobielnem. „Huzar” śledząc Franciszkę ustalił miejsce jej zamieszkania i w nocy z 14 na 15 stycznia Franciszka została aresztowana przez NKWD. Funkcjonariuszom sowieckim w czasie aresztowania towarzyszył „Huzar”.
NKWD za wszelką cenę chciało zdobyć informacje o „Bruzdzie” i Obwodzie Łomżyńskim AK. „Iskra” była poddana brutalnemu śledztwu. Wreszcie wykorzystując chwilę nieuwagi podjęła próbę ucieczki – wyskoczyła z okna budynku NKWD. Została ciężko ranna, w wyniku skoku uszkodziła sobie kręgosłup i miednicę.
Trzecim z kolei szpitalem w którym NKWD próbowało leczyć „Iskrę” był szpital garnizonowy w Białymstoku. Do tego szpitala major „Bruzda” miał „dojścia” i mógł planować akcję odbicia „Iskry”. Rozpoznanie prowadzili „Szczedroń” – Witold Lipiński i „Ryba” – Stanisław Marchewka. 20 kwietnia 1945 grupa w składzie „Bruzda”, „Ryba”, „Szczedroń”, „Cezar”, „Jastrząb”, „Komar” i „Sokolik”, odbiła „Iskrę” ze szpitala za pomocą wcześniej uprowadzonej furgonetki pocztowej. Zaskoczenie NKWD było pełne, akcję wykonano bez strzału i ofiar.
Franciszka została przewieziona w łomżyńskie i tam leczona w rodzinnej wsi „Ryby” w Jeziorku, a w czerwcu tego samego roku do Warszawy, gdzie była dalej leczona i kontynuowała naukę. Za służbę w AK została awansowana do stopnia porucznika czasów wojny i odznaczona Złotym Krzyżem Zasługi z Mieczami. W łomżyńskim znalazła się ponownie, żeby się ujawnić w Powiatowym Urzędzie Bezpieczeństwa Publicznego w Łomży w 1947 roku, była wtedy studentką Wydziału Historii Uniwersytetu Warszawskiego.

### Działalność naukowa i zawodowa
W roku 1950 na Wydziale Historycznym Uniwersytetu Warszawskiego obroniła pracę magisterską Polityka włościańska Stronnictwa Ruchu w latach 1861–1862. W 1966 obroniła na UW pracę doktorską Rząd carski wobec ruchu narodowego w Królestwie Polskim w okresie manifestacji 1861/1862. W 1976 roku habilitowała się w Instytucie Historii Polskiej Akademii Nauk na podstawie pracy Rząd Narodowy Polski w latach 1863–1864 (skład, organizacja, kancelaria), a w roku 1986 nadano jej tytuł profesora nauk humanistycznych.
Pracowała jako pracownik naukowy w Archiwum Głównym Akt Dawnych w Warszawie. Specjalizowała się w tematyce powstań – listopadowego i styczniowego. Pod koniec lat pięćdziesiątych weszła w skład Komisji Polsko-Radzieckiej do spraw edycji źródeł do powstania styczniowego, dzięki jej staraniom prace Komisji zaowocowały wydaniem w latach 1962–1986 25. tomów materiałów źródłowych. Od 1964 zajmowała się opracowywaniem życiorysów działaczy niepodległościowych, które ukazały się w Polskim Słowniku Biograficznym. 31 sierpnia 1970 została mianowana kierownikiem oddziału akt XIX w. w AGAD, 1 września 1973 otrzymała nominację na stanowisko docenta. W Naczelnej Dyrekcji Archiwów Państwowych zajmowała się, jako konsultant, tematyką kancelarii polskich i rosyjskich w XIX w.
Była autorką około 150 publikacji, wydała kilkanaście książek, należy wymienić jej sztandarową pracę Tajemne państwo polskie w Powstaniu Styczniowym 1863–1864. Struktura organizacyjna. – książkę poświęconą organizacji tajnej administracji polskiej w czasie powstania z lat 1863–1864 i przebiegowi ważniejszych bitew. Jest to pierwsze całościowe opracowanie struktury organizacyjnej „tajemnego” państwa polskiego okresu powstania styczniowego. Była też autorką licznych artykułów w Archeionie oraz redaktorem 2 tomu Przewodnika po zasobie Archiwum Głównego Akt Dawnych (wyd. 1988 r.), obejmującego akta epoki porozbiorowej.
W 1980 roku włączyła się w powstający ruch „Solidarności”.
Zmarła pod długiej chorobie 25 października 2003 w Białymstoku, została pochowana na tamtejszym cmentarzu miejskim w grobie rodziny Naruszewiczów.

## Odznaczenia
- Krzyż Komandorski Orderu Odrodzenia Polski (1999)
- Krzyż Kawalerski Orderu Odrodzenia Polski (1983)
- Złoty Krzyż Zasługi z Mieczami
- Krzyż Armii Krajowej